# Nopțile de Sânziene
A nu se confunda cu Noaptea de Sânziene de  Mircea Eliade
Nopțile de Sânziene este un roman realist magic scris de Mihail Sadoveanu și publicat în noiembrie 1934 de către Editura Cartea Românească din București.  
Romanul prezintă încercarea de apărare a unei păduri vrăjite (codrul Borzei) în fața amenințării de a fi tăiată pentru a acoperi datoriile unei familii de boieri nevrednici, care irosiseră agoniseala mai multor generații. Autorul pune în opoziție tradiționalismul și cumpătarea lumii satului românesc cu lăcomia civilizației capitaliste orientată numai către profit. Tulburarea liniștii patriarhale de către mașinile „nemțești” produce o răzvrătire nu numai a oamenilor locului, ci și a naturii.

## Rezumat
Moșia Necșeni și pădurea Borzei din zona Vasluiului au fost stăpânite de generații întregi de boierii din familia Mavrocosti. Ei erau străini de aceste meleaguri, fiind urmașii unui crescător de oi nomad pe nume Costea Negru. Sosiți în Moldova, Mavrocosteștii ar fi slujit întâi la boierii Leca (originari din răzeși), cumpărând în timp o parte din moșia boierească și încălcând apoi abuziv hotarele Leculeștilor pe măsură ce foștii răzeși au sărăcit. Culoarea negricioasă a ultimilor descendenți ai familiei este explicată de prințul Lupu Mavrocosti prin faptul că strămoșii săi s-ar trage din migratorii pecenegi, dar adevărul este că bunica sa (descendentă a domnitorului Constantin Racoviță) ar fi schimbat pruncul la naștere cu un prunc dintr-o șatră de țigani.
Fiind pasionat de construcția aeroplanelor, visătorul prinț Lupu Mavrocosti s-a îndatorat excesiv la bănci, iar prietenul său, inginerul francez Antoine Bernard, s-a oferit să-l ajute. Cei doi se cunoscuseră în timpul Primului Război Mondial, când Bernard fusese membru al Misiunii Militare Franceze conduse de generalul Henri Mathias Berthelot, iar prințul Mavrocosti condusese două baterii de obuziere în bătăliile de la Mărăști și Mărășești. Inginerul Bernard îi propune prințului Mavrocosti să vândă pădurea Borzei de lângă Necșeni, „acea rezervă a pădurilor vasluiene (...) cu desimile ei înfricoșate, cu râpile țesute de spinării și străpunse numai de dihănii prin tuneluri șerpuite; cu meandrele pârâului Borzei, cu tăurile mistreților, cu poienile căprioarelor, cu refugiile celor din urmă castori și a celor din urmă ierunci și cucoși sălbatici”. Propunerea nu are la bază doar prietenia, ci vine mai ales din convingerea că din lemnul Borzei „se pot scoate multe milioane”.
Sosit la Necșeni în 24 iunie 1927, Bernard reușește să-l convingă pe prinț să semneze un contract prin care inginerul francez primește dreptul de a tăia și vinde frasinii din pădurea Borzei. În aceeași noapte (noaptea de Sânziene), pădurarul Neculai Peceneaga „coborâtor din serii de pădurari” asistă la un sobor tainic al animalelor și păsărilor care își exprimă îngrijorarea față de planurile de defrișare a pădurii. După semnarea contractului, prințul simte unele mustrări de conștiință. Un număr mare de oameni se opune tăierii pădurii: țiganii lingurari care trăiau în apropiere, feciorul boieresc Marandache, pădurarul Neculai Peceneaga, fostul răzeș Sofronie Leca (administratorul moșiilor boierești) și chiar sora prințului, Kivi Mavrocosti. În plus, în aceeași vară se obține o recoltă abundentă de grâu cu care s-ar fi putut plăti o parte importantă a datoriei.
Din cauza faptului că localnicii refuză să participe la tăierea pădurii, inginerul Bernard este obligat să aducă tăietori de lemne huțuli din Cehoslovacia. Pe lângă opoziția exprimată de oameni sau doar bănuită de francez, se pare că și bătrânul și miticul codru al Borzei se apără de primejdia care-l pândește. Drumurile cărăușilor sunt oprite de evenimente meteorologice stranii sau uneori de fugarul Liță Florea, lucruri de valoare dispar inexplicabil din coliba francezului, inginerului îi trece un glonte „rătăcit” pe la ureche în timpul unei vânători organizate de Sfântul Dumitru (26 octombrie), colibele huțulilor ard fără a se ști dacă focul a fost „pus” sau nu etc. 
Refacerea colibelor huțulilor pe socoteala prințului Mavrocosti și apoi vremea potrivnică întârzie începerea exploatării lemnului; sosit la Necșeni la jumătatea lunii ianuarie a anului 1928, inginerul Bernard află că agenții și cărăușii săi au fost atacați de necunoscuți înarmați, în timp ce huțulii ar fi fost amenințați de Peceneaga. Inginerul solicită sprijinul jandarmilor, dar lucrările sunt întrerupte aproape imediat din cauza viscolului și apoi a puhoaielor de ape provenite de pe urma topirii zăpezilor. Pădurarul găsește comoara ascunsă cu secole în urmă de Costea Negru, precum și bijuteriile inginerului francez, într-un tău din întunecimea pădurii, dar Lupu Mavrocosti îi poruncește să păstreze taina. În preajma Bunei Vestiri (25 martie), bilanțul exploatării era dezastruos, iar inginerul Bernard decide să renunțe la contract. Prințesa Kivi acceptă pentru prima dată avansurile lui Sofronie Leca, luând în calcul ideea unei mezalianțe. Acțiunea se termină în Noaptea de Sânziene, când Peceneaga se află iarăși de veghe în poiană și constată că lumea uitase semnele, iar animalele nu se mai adună în sobor ca până atunci.

## Structură
Romanul Nopțile de Sânziene este împărțit în 12 capitole numerotate cu cifre romane și fără titluri.

## Personaje
- Lupu Mavrocosti — prinț celibatar înrudit cu boierii Racovițești. Are vârsta de 41 de ani. Susține că ar fi originar dintr-o familie de pecenegi,[4] dar se pare că tatăl său ar fi fost țigan. A condus două baterii de obuziere în bătăliile de la Mărăști și Mărășești. Este pasionat de construcția aeroplanelor și de trecutul locurilor natale.
- Kivi Mavrocosti — sora prințului Lupu, în vârstă de 26 de ani. Vorbește cu ușurință mai multe limbi străine și practică mai multe sporturi.
- Antoine Bernard — inginer francez, reprezentant comercial, prieten al prințului Mavrocosti. A fost maior în Misiunea Militară Franceză condusă de generalul Henri Mathias Berthelot. S-a stabilit de trei ani în România.
- Neculai Peceneaga — pădurar singuratic din Pădurea Borzei, bun cunoscător al tainelor pădurii. A luptat în Primul Război Mondial, fiind rănit și suferind de foame și de frig. Soția și cei patru copii i-au murit în urma unor epidemii. Și-a părăsit casa de la marginea pădurii și s-a mutat într-o colibă din râpa de sub Poiana Vinului.
- Sofronie Leca — administratorul moșiilor boierești de la Necșeni. Este originar dintr-o familie de boieri scăpătați și deveniți răzeși. Îi place să vâneze și cutreieră adesea pădurea Borza.
- Marandache — fecior boieresc de origine țigănească. Este fiul lui Dima Samur, judele lingurarilor. A răpit o fată din Irești, pe care a adus-o acasă cu 10-15 ani în urmă. S-a bătut cu locuitorii din Irești și cu jandarmii și și-a pierdut un ochi, dar nu a renunțat la fata răpită.
- Liță Florea — țăran originar din satul Plop din ținutul Fălciului. A luptat în război și a fost rănit. S-a răzvrătit împotriva stăpânirii și a devenit hoț la drumul mare. Este adăpostit de Sofronie Leca în pădurea Borzei.
- Ghiță Ghețu — primarul din Necșeni
- Nastasă Roiban - primarul din Bălănești
- Zeidel Abramovici — cârciumar evreu din târgul Dobreni
- Costică Mărgăritescu — valetul inginerului Bernard
- Dima Samur — judele șatrei de țigani de la marginea pădurii Borza, tatăl lui Marandache
- baba Domnica — bătrână vrăjitoare
- Norocel - vizitiu țigan
- Iosef Klapka — dragomanul tăietorilor de lemne huțuli din Cehoslovacia, fost sergent în Armata Austro-Ungară

## Scriere și publicare